# Jean Baptiste Alexandre de Bosredon
Pour les articles homonymes, voir Bosredon.
Jean Baptiste Alexandre  de Bosredon, chevalier de la Légion d'honneur, né le 22 février 1831 à la Fauconnie (Chavagnac), et mort le 14 mars 1903 à la Fauconnie, commune de Chavagnac (Dordogne) est un homme politique français du XIXe siècle, maire, député de la Dordogne, sénateur.

## Origines familiales
Fils de Louis Auguste de Bosredon (1800-1864) et de Marie Thérèze Rivet, frère de Philippe de Bosredon, il est issu  de la famille de Bosredon originaire de l'Auvergne depuis 1344. Gustave Chaix d'Est-Ange écrit que la filiation de cette famille est rigoureusement établie depuis Géraud Dacbert, dit de Bosredon, qui est mentionné dans des actes de la fin du XIVe siècle et du début du XVe siècle. Il ajoute que lors des recherches de noblesse en 1666 la filiation prouvée débuta en 1436.

## Carrière politique
- Maire de Chavagnac (entre 1860 et 1903 )
- 1869 : élu en mai député dans la 4e circonscription de Dordogne, arrondissement de Sarlat. Il vota pour la guerre en 1870.
- Conseiller général du canton de Salignac, M. de Bosredon a fait partie de la commission départementale durant une trentaine d'années (1871-1898 dates approximatives).
- 1876 : réélu le 20 février.
- 1877 : candidat conservateur officiel, réélu le 14 octobre.
- 1880 : élu sénateur de la Dordogne le 7 mars.